# دانشگاه نور
دانشگاه نور به عنوان یک مدرسه آموزش عالی بهایی در سال ۱۹۸۲ در بولیوی تأسیس شد.

## تاریخچه
با رشد و پیشرفت بنیاد توسعه یکپارچه بولیوی (FUNDESIB) در سال ۱۹۸۲، دانشگاه نور فرمان شماره ۲۰۴۴۱ از ریاست جمهوری را دریافت کرد که اجازه تأسیس آن به عنوان یک دانشگاه خصوصی را صادر کرد. این دانشگاه در سال ۱۹۸۵ برنامه‌های کارشناسی را ارائه کرد و در سال ۱۹۹۴ به اولین کالج فارغ‌التحصیل بولیوی تبدیل شد.
در سال ۱۹۹۶، نور ۲۰۰۰ معلم روستایی را به عنوان عوامل توسعه جامعه در بولیوی و ۳۰۰ معلم را در استان لاریوخا در آرژانتین آموزش داد.
وزارت آموزش، فرهنگ و ورزش بولیوی در سال ۱۹۹۹ با نور قرارداد بست تا ظرفیت‌های آکادمیک و اداری دو کالج معلم دولتی را تقویت کند: INSPOC در کامیری و INS رافائل چاوز اورتیز در پورچوئلو.
این دانشگاه دارای ۴۰۰۰ دانشجوی ثبت نام شده در ۱۷ برنامه کارشناسی و کارشناسی ارشد است که به صورت تمام وقت یا پاره وقت یا از طریق آموزش از راه دور ارائه می‌شوند.

## اعتبار و افتخارات
در سال ۲۰۰۰، دانشگاه بالاترین امتیاز اعطا شده توسط دولت شهرداری سانتا کروز، مدال شایستگی شهرداری را دریافت کرد، که برای خدمات اجتماعی توسعه یافته توسط دانشگاه از طریق UNIRSE (دانشجویان دانشگاه در خدمت به جامعه) اعطا شد. در همان سال دانشگاه نور جایزه «پیشگامان آموزش» را دریافت کرد که توسط مرکز تحقیقات و اقدام آموزشی بولیوی اعطا شد.
در سال ۲۰۰۱، وزارت آموزش، فرهنگ و ورزش از تمام دانشگاه‌های خصوصی کشور خواست تا طبق مقررات جدید دانشگاه خصوصی، تحت یک فرایند ارزیابی قرار گیرند که در آن نور به عنوان «دانشگاه کامل» ارزیابی شد.
در سال ۲۰۰۲ دانشگاه نور به عنوان «مرکز تعالی آموزشی» برای منطقه آند انتخاب شد: ابتکاری که در اجلاس سران برای قاره آمریکا با حمایت آژانس توسعه بین‌المللی ایالات متحده (USAID) راه اندازی شد.